# Cheshmeh Qoţ
Cheshmeh Qoţ (persiska: چشمه قط) är en ort i Iran.   Den ligger i provinsen Kermanshah, i den nordvästra delen av landet, 400 km väster om huvudstaden Teheran. Cheshmeh Qoţ ligger 2 037 meter över havet och antalet invånare är 127.
Terrängen runt Cheshmeh Qoţ är kuperad. Runt Cheshmeh Qoţ är det ganska tätbefolkat, med 72 invånare per kvadratkilometer. Närmaste större samhälle är Karam Bast, 16,0 km sydväst om Cheshmeh Qoţ. Trakten runt Cheshmeh Qoţ består i huvudsak av gräsmarker.